# 埃斯特雷瓦曼
埃斯特雷瓦曼（法語：Estrée-Wamin）是法国北部-加来海峡大区加来海峡省的一个市镇，属于阿拉斯区阿韦讷勒孔特县。该市镇2009年时的人口为172人。

## 人口
埃斯特雷瓦曼人口变化图示
| 数据来源：INSEE |